# João Paulo (Fußballspieler, 1980)
João Paulo Pinto Ribeiro, häufig nur kurz als João Paulo bezeichnet, (* 8. April 1980 in Porto) ist ein ehemaliger portugiesischer Fußballspieler. Er bestritt insgesamt 229 Spiele in der portugiesischen Primeira Liga, der rumänischen Liga 1 und der zyprischen First Division.

## Sportlicher Werdegang
João Paulo entstammt der Jugend von Boavista Porto. Dort avancierte er zum Nachwuchsnationalspieler, mit der portugiesischen U18-Nationalmannschaft nahm er an der U18-Europameisterschaft 1999 teil. Dort war er im Endspiel gegen Italien der spielentscheidende Akteur, da er den Treffer zum 1:0-Finalsieg erzielte.
Auf Vereinsebene war João Paulos Karriere bei Boavista Porto weniger von Erfolg geprägt. Zwar rückte er 1999 in der Erstligakader auf, kam dort jedoch kaum zum Einsatz und war in den folgenden Spielzeiten als Leihspieler bei verschiedensten portugiesischen Vereinen aktiv. Nach Engagements bei Desportivo Aves, CD Feirense, Vitória Setúbal, Varzim SC, SC Beira-Mar und GD Estoril wechselte er schließlich 2005 in die spanische Segunda División zu CD Teneriffa. Hier blieb ihm nur die Rolle eines Ergänzungsspielers, nach nur einem halben Jahr heuerte er Anfang 2006 beim Erstligaaufsteiger FC Paços de Ferreira in seinem Heimatland an. Nachdem er mit der Mannschaft in der Spielzeit 2006/07 überraschend als Tabellensechster in den Europapokal eingezogen war, warb ihn der Ligakonkurrent União Leiria ab. Mit dem Klub spielte er im UEFA-Pokal 2007/08, in der ersten Runde scheiterte die Mannschaft nach einer 1:3-Auswärtsniederlage trotz eines 3:2-Heimerfolges am deutschen Vertreter Bayer 04 Leverkusen. Dabei hatte er zwei Tore erzielt, zudem traf er bis zur Winterpause achtmal in der Meisterschaft.
Im Januar 2008 wechselte João Paulo erneut ins Ausland, dieses Mal schloss er sich dem bulgarischen Klub Rapid Bukarest an. In den folgenden beiden Jahren konnte er sich nicht dauerhaft als Stammspieler durchsetzen, im Januar 2010 kehrte er daher erneut nach Portugal zurück. Dort sollte er den im Abstiegskampf befindlichen Leixões SC unterstützen, nach nur zwei Saisontoren stieg er mit dem Verein in die zweite Liga ab. Daraufhin war sein Engagement beendet, er wechselte nach Zypern zu Olympiakos Nikosia. Hier war er mit 16 Saisontoren hinter Miljan Mrdaković und Michalis Konstantinou drittbester Torschütze der Meisterschaft, woraufhin er nach nur einer Spielzeit zu Apollon Limassol weiterzog.
2012 kehrte João Paulo abermals nach Portugal zurück, er heuerte beim Aufsteiger GD Estoril an. Der Klub erreichte zwar überraschend den Europapokal, dabei spielte er jedoch eine untergeordnete Rolle. Daraufhin zog er nach nur einer Spielzeit zum Zweitligisten Desportivo Aves weiter. Im Sommer 2014 wechselte er zum FC Famalicão in die Campeonato Nacional de Seniores. Anfang Oktober 2015 beendete er seine Laufbahn.